# Maurice Cossmann

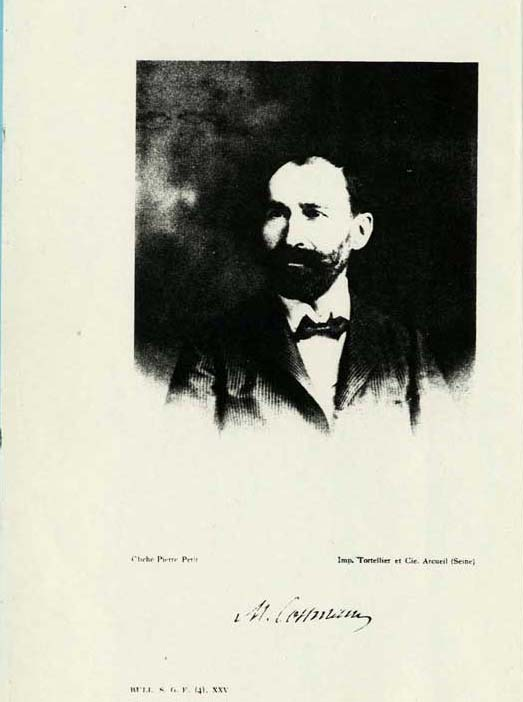
Maurice Cossmann, um 1890

Alexandre Édouard Maurice Cossmann (* 18. September 1850 in Paris; † 17. Mai 1924 in Enghien-les-Bains) war ein französischer Malakologe und Paläontologe.

## Leben
Cossmann war der Sohn des Malers und Radierers Hermann Moritz Cossmann (1821–1890). Er besuchte das Lycée Condorcet in Paris und studierte danach dort an der École Centrale des Arts et Manufactures. Anschließend arbeitete er bei der Compagnie des chemins de fer du Nord, ein französisches Eisenbahnunternehmen, wo er zum Chefingenieur aufstieg.
Bekannt ist er als Paläontologe und Malakologe (ein Spezialist für Weichtiere (Mollusken)). Er veröffentlichte unter anderem ein Standardwerk über die fossilen Mollusken des Eozäns des Pariser Beckens (sowie des Loire-Tals) und über die Mollusken des Neogen von Aquitanien, beides mehrbändige Werke mit mehreren tausend Seiten. Zwischen 1897 und 1926 veröffentlichte er 186 Artikel und Monographien (allein oder mit anderen).
Er war 1897 bis 1919 Herausgeber der „Revue critique de paléozoologie“ eine Fachzeitschrift für Paläozoologie, ab 1920 bis 1924 fortgeführt als „Revue critique de Paléozoologie et de paléophytologie“, d. h. um Paläobotanik erweitert.
Maurice Cossmann ist u. a. Erstbeschreiber der Muschelgattung Schafhaeutlia COSSMANN 1897.
Eine seit 1990 erscheinende Zeitschrift über die Fauna des Tertiärs heißt „Cossmanniana“ (Herausgeber GERMC: Groupe d’Etudes et de Recherches sur la Macrofaune Cénozoique). Die Gattung Cossmannia NEWTON 1891 aus der Klasse der Gastropoden wurde durch Richard Bullen Newton ihm zu Ehren benannt.

## Schriften
- mit Georges Pissarro (1871–1939): Iconographie complète des coquilles fossiles de l'Éocène des environs de Paris, 1904 bis 1913
- mit Albert Peyrot (1860–1939): Conchyliologie néogénique de l’Aquitaine, Actes de la Société Linnéenne de Bordeaux, 1909 bis 1932